# Йерофант
Йерофант (от старогръцки език ἱερός / hierós, „свещен“ и φαίνω / phaínô, „откривам“) е свещеник, който обяснява мистериите на свещеното. В Древна Гърция думата е определяна по-точно като „свещеникът“, който се занимава с елевзинските мистерии и обучава посветените.
Това звание се използва в египетските масонски ритуали, най-вече в ритуалите на Великата френска ложа в Мемфис и Мизараим. 

## Известни йерофанти
- Евнапий
- Прискос от Треспот